# Украинское научное общество
Украинское научное общество (укр. Українське наукове товариство) — сообщество академического типа, основанное в Киеве в конце 1906 года по инициативе Михаила Грушевского (ставшим его председателем) с целью организации научной работы и её популяризации на украинском языке. Создано по подобию Научного общества имени Тараса Шевченко в Лемберге для развития украинской науки и распространения её достижений среди общественности. Общество включало три секции: историческую, естественно-техническую, филологическую и две комиссии (медицинскую и статистическую). Общество работало на финансовой поддержке членских взносов и пожертвований В. Симиренко и других меценатов. Общество располагалось в здании по ул. Ярославов вал № 36.
Первое заседание прошло 29 апреля 1907 года. Изначальными членами общества стали 21 человек, а также было избрано организационное бюро в которое кроме М. Грушевского вошли О. И. Левицкий и В. П. Науменко (сопредседатели), В. И. Щербина (казначей), И. М. Стешенко (секретарь), Н. Ф. Биляшевский (библиотекарь) и Я. Н. Шульгин (заместитель секретаря). Количество членов общества выросло вырос до 54 в 1908 году, а затем до 98 в 1912 году. Среди членов общества были: В. Антонович, Е. Мельник-Антонович, Ф. Вовк, Б. Гринченко, И. Джиджора, П. Житецкий, И. Каманин и другие.
Общество издавало научные работы (всего вышло 29 томов с 1907 по 1917 год). Издавался ежемесячный историко-этнографический и беллетристический журнал буржуазно-либерального направления «Украина», являющийся продолжением «Киевской старины». Издавались «Записки Украинского научного общества», которых вышло 18 томов (с 1908 по 1918 год). Под эгидой общества проходили публичные заседания с научными докладами в помещении Украинского клуба в Киеве.
В 1918 году, когда была создана Украинская академия наук Украинское научное общество в неё не вошло. Спустя три года административным порядком было влито во Всеукраинскую академию наук, и изначально являлось автономными секциями, а затем частями отделов ВУАН.